# Anatoly Maltsev
Anatoly Ivanovich Maltsev (Malcev) (em russo:  Анатолий Иванович Мальцев; Misheronsky, 27 de novembro de 1909 — Novosibirsk, 7 de junho de 1967) foi um matemático russo, conhecido por seu trabalho em decidibilidade de vários grupo algébricos. A álgebra de Malcev (generalização da álgebra de Lie) é denominada em sua memória.

## Biografia
Estudou matemática na Universidade Estadual de Moscou, e durante os estudos iniciou a lecionar em uma escola secundária de Moscou. Depois de se formar em 1931 continuou sua carreira de professor, e em 1932 foi nomeado assistente na Universidade Estadual de Ivanovo.
Apesar de ensinar em Ivanovo, Maltsev fez freqüentes viagens a Moscou para discutir sua pesquisa com Andrei Kolmogorov. As primeiras publicações de Maltsev foram em lógica e teoria de modelos. Kolmogorov logo o convidou para participar de seu programa de pós-graduação na Universidade Estatal de Moscovo e, mantendo seu posto em Ivanovo, Maltsev efetivamente tornou-se aluno de Kolmogorov.
Em 1937 Maltsev publicou um artigo sobre o embutimento de um anel em um corpo. Dois anos depois publicou um segundo artigo, onde apresentou condições necessárias e suficientes para um semigrupo ser embutido em um grupo.
Entre 1939 e 1941 trabalhou em seu doutorado no Instituto de Matemática Steklov da Academia de Ciências da Rússia, com uma tese sobre a estrutura de álgebras infinitas isomórficas representáveis e grupos.
Em 1944, Maltsev tornou-se um professor do Instituto Pedagógico de Ivanovo, onde continuou a trabalhar em teoria de grupos e grupo linear, em particular. Ele também estudou grupo de Lie e álgebra topológica.
Em 1958, tornou-se um acadêmico da Academia de Ciências da Rússia.
Em 1960, foi nomeado para uma cadeira de matemática no Instituto de Matemática em Novosibirsk e presidiu o Departamento de Álgebra e Lógica da Universidade do Estado de Novosibirsk. Fundou a seção Siberian do Instituto de Matemática da Academia de Ciências, a Sociedade de Matemática Siberian e a revista "Algebra i Logika". Maltsev também fundou o "Seminário de Álgebra e Lógica" com a participação de seus alunos  Igor Lavrov, Larisa Maksimova,  Dmitry Smirnov, Mikhail Taitslin, e A. Vinogradov, bem como por Yuri Ershov e outros. Este seminário, em essência, iniciou uma escola nova e extremamente frutífera em teoria modelo e decidibilidade de teorias elementares.
No início da década de 1960 Maltsev trabalhou em problemas de decidibilidade de teorias elementares de várias estruturas algébricas. Mostrou a indecisão da teoria elementar do grupo finito, de livre grupo nilpotente, de livre grupo solúvel e muitos outros. Também provou que a classe das álgebras localmente livres tem  teorias decidíveis.
Maltsev recebeu diversos prêmios, incluindo o Prêmio Stalin em 1946 e Prêmio Lenin em 1964.
Em 1962 fundou o periódico matemático Álgebra i Logika.

## Publicações
- Algebraic Systems by A.I. Malcev, Springer-Verlag, 1973, ISBN 0-387-05792-7
- The metamathematics of algebraic systems, collected papers:1936-1967 by A.I. Malcev, Amsterdam, North-Holland Pub. Co., 1971, ISBN 0-7204-2266-3
- Algorithms and recursive functions by A. I. Malcev, Groningen, Wolters-Noordhoff Pub. Co. 1970
- Foundations of linear algebra by A. I. Malcev, San Francisco, W.H. Freeman, 1963